# Resolutie 995 Veiligheidsraad Verenigde Naties
Resolutie 995 van de Veiligheidsraad van de Verenigde Naties werd op 26 mei 1995 unaniem aangenomen.

## Achtergrond
Begin jaren 70 was het tot een conflict gekomen tussen Spanje, Marokko, Mauritanië en de Westelijke
Sahara zelf over de Westelijke Sahara dat tot dan in Spaanse handen was. Marokko legitimeerde zijn aanspraak op
basis van historische banden met het gebied. Nadat Spanje het gebied opgaf bezette Marokko er twee derde van. Het
land was nog steeds in conflict met Polisario dat met steun van Algerije de onafhankelijkheid
bleef nastreven. Begin jaren 90 kwam een plan op tafel om de bevolking van de Westelijke Sahara
via een volksraadpleging zelf te laten beslissen over de toekomst van het land. Het was de taak van de VN-missie
MINURSO om dat referendum
op poten te zetten. Het plan strandde later echter door aanhoudende onenigheid tussen de beide partijen, waardoor
ook de missie nog steeds ter plaatse bleef.

## Inhoud
De Veiligheidsraad:
- bevestigde de resoluties 621, 658, 690, 725, 809, 907 en 973;
- herinnert aan de verklaring van zijn voorzitter op 12 april;
- neemt nota van het rapport van de secretaris-generaal;

1. wil onderwijl een vrije onpartijdige volksraadpleging voor zelfbeschikking houden in de Westelijke Sahara;
2. prijst de vooruitgang bij de kiezersregistratie sinds begin dit jaar;
3. is bezorgd over bepaalde praktijken die verdere vooruitgang dwarsbomen;
4. besluit om een missie naar de regio te sturen om de uitvoering van het VN-plan te bespoedigen;
5. besluit om het mandaat van MINURSO te verlengen tot 30 juni;
6. besluit om over een verdere verlenging van MINURSO te beslissen op basis van het rapport van de secretaris-generaal;
7. besluit om op de hoogte te blijven.

## Verwante resoluties
- Resolutie 907 Veiligheidsraad Verenigde Naties (1994)
- Resolutie 973 Veiligheidsraad Verenigde Naties
- Resolutie 1002 Veiligheidsraad Verenigde Naties
- Resolutie 1017 Veiligheidsraad Verenigde Naties

Lijst ·  970 ·  971 ·  972 ·  973 ·  974 ·  975 ·  976 ·  977 ·  978 ·  979 ·  980 ·  981 ·  982 ·  983 ·  984 ·  985 ·  986 ·  987 ·  988 ·  989 ·  990 ·  991 ·  992 ·  993 ·  994 ·  995 ·  996 ·  997 ·  998 ·  999 ·  1000 ·  1001 ·  1002 ·  1003 ·  1004 ·  1005 ·  1006 ·  1007 ·  1008 ·  1009 ·  1010 ·  1011 ·  1012 ·  1013 ·  1014 ·  1015 ·  1016 ·  1017 ·  1018 ·  1019 ·  1020 ·  1021 ·  1022 ·  1023 ·  1024 ·  1025 ·  1026 ·  1027 ·  1028 ·  1029 ·  1030 ·  1031 ·  1032 ·  1033 ·  1034 ·  1035